# Chance Milton Vought
Chauncey dit Chance Milton Vought, né le 26 février 1890 à Long Island et mort le 25 juillet 1930 à Southampton, sur l'île de Long Island, aux États-Unis, est un ingénieur, aviateur et industriel américain.

## Premières années
Chance Vought naquit dans une famille connue et respectée de constructeurs de bateaux à voile et à moteurs de New York. Il fit des études à l'Institut Pratt de Brooklyn (New York) puis à la New York University et enfin à la University of Pennsylvania, pour approfondir ses connaissances techniques.
En 1910, il quitta l'université et entra chez le fabricant de machines agricoles McCormick Reapers, à Chicago, où il se retrouva bientôt à la tête du département de développement expérimental. Durant son séjour à Chicago, l'intérêt de Vought pour l'aviation ne fit que croître, car son employeur, Harold F. McCormick, était lui-même un passionné d'aviation. En 1911, Vought fut l'un des premiers élèves de l'école de pilotage ouverte sur le terrain d'aviation de Cicero par la Lillie Aviation Company. Volant sur un Vin Fiz Flyer (en) des Wright Brothers, il obtint son brevet de pilote le 14 août 1912 (Licence no 156 de la FAI).
Chance Vought travailla ensuite à la Lillie Aviation School comme ingénieur aéronautique et pilote à Fort Sam Houston, au Texas, où étaient formés des pilotes militaires. Pendant son séjour à San Antonio, Vought fut aussi chargé par l'Aero Club of America d'assister aux tentatives de records aéronautiques en tant qu'observateur officiel. En 1913, il retourna à Chicago et travailla comme consultant pour l'Aero Club of Illinois et édita un magazine hebdomadaire d'aviation, Aero and Hydro.
En 1914, Vought devint ingénieur d'études pour la firme Mayo Radiator Works et conçut entièrement son premier avion, le Vought-Mayo-Simplex. Ce fut un succès puisqu'après 200 vols, aucune modification ne fut apportée au plan d'origine. Cet appareil fut vendu aux Britanniques comme avion d'entraînement. En 1915, la Simplex Aircraft Company fut constituée pour construire les appareils conçus par Vought. Deux biplans monoplaces d'observation furent ainsi développés.
En 1916, la Simplex Aircraft Company fut achetée par la Wright-Martin Company, formée l'année précédente de la fusion de la Wright Company de Dayton (Ohio) et de la Martin Company. Vought vint alors à Dayton pour faire les études d'un nouvel avion d'entraînement. Ce fut le fameux Wright-Martin Model V, un biplan militaire utilisé comme avion d'entraînement par les Britanniques.
Après l'entrée en guerre des États-Unis, en février 1917, Chance Vought travailla comme ingénieur consultant au Bureau of Aircraft Production, à Washington, et à la « Engineering Division » de l'Army Air Corps, à Dayton. À cette époque, Chance Vought épousa Ena Lewis, qui posa comme condition à ce mariage qu'il ne vole pas sur les avions qu'il avait conçus. Par ailleurs, son beau-père Birseye B. Lewis apporta les fonds nécessaires à la formation de la Lewis and Vought Corporation, qui fut constituée le 18 juin 1917.

## Chance Vought Corporation

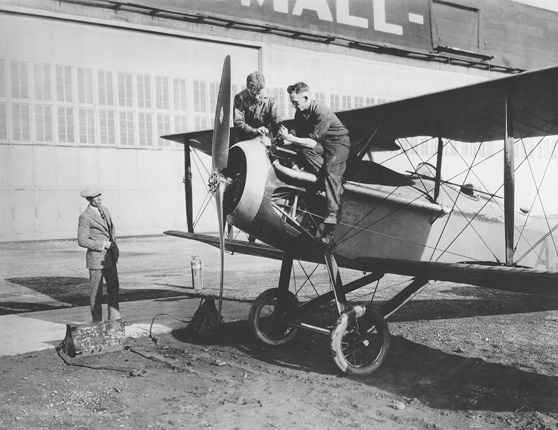
Le VE-7 fut le premier avion à décoller d'un porte-avions, en 1922.

La société eut d'abord des locaux au deuxième étage d'un immeuble d'Astoria, puis à Long Island City (les deux sites se trouvent aujourd’hui dans le quartier de Queens de la ville de New York). En 1918, Lewis and Vought réalisèrent un avion d'entraînement, le VE-7, à la demande du Bureau of Aircraft Production dirigé par John D. Ryan. Mais en 1922, la Lewis and Vought Corporation fut dissoute. Une nouvelle société lui succéda, la Chance Vought Corporation, dont le président était George Vought, le père de Chance.
Chance Vought conçut en 1926 le O2U Corsair, un avion d'observation biplan, premier de la série des Corsair fabriqués par Vought pour l'US Navy. Il était équipé du Wasp, le moteur révolutionnaire de Pratt & Whitney à refroidissement par air. En 1927, la Navy en commanda 291 exemplaires. Le 16 juillet 1927, cet appareil réalisa avec succès la première attaque en piqué de l'histoire de l'aviation, contre les rebelles sandinistes, au Nicaragua.
En juillet 1929, la Chance Vought Corporation fut absorbée par la United Aircraft and Transport Corporation, qui réunissait des pionniers de l'aviation : Frederick B. Rentschler (en) (Pratt & Whitney), William E. Boeing, Thomas F. Hamilton (en) et Igor Sikorsky. L'année suivante, la Chance Vought Corporation s'installa dans une usine toute neuve prise en sandwich entre Pratt & Whitney et Hamilton Standard, à East Hartford, dans le Connecticut. Plusieurs centaines d'ouvriers, techniciens et ingénieurs se mirent au travail dans la nouvelle usine. D'une surface utile de 16 200 m2, elle avait été bâtie suivant les suggestions de Chance Vought pour une production optimale et équipée des machines les plus modernes.
La Chance Vought Corporation était un des constructeurs aéronautiques les plus dynamiques des États-Unis à la veille de la reprise des commandes militaires, lorsque son fondateur et président, Chance Vought, mourut d'une septicémie, le 25 juillet 1930, à l'âge de 40 ans. L'entreprise qu'il avait créée poursuivit néanmoins son développement en fournissant plusieurs générations d'avions à l'US Navy, comme le légendaire F4U Corsair. À travers fusions et acquisitions, l'entreprise Vought Aircraft Industries a préservé son identité en conservant le nom de son fondateur. Installée à Dallas, au Texas, elle reste l'un des principaux fabricants de sous-ensembles aéronautiques dans le monde.

## Sources
- (en) Histoire de LTV/Chance Vought
- (en) Vought : les lieux
- (en) Biographie officielle